# 文格羅凱特尼察河
49°59′36″N 22°46′45″E / 49.993272°N 22.779128°E
文格羅凱特尼察河是波蘭的河流，位於該國南部，處於喀爾巴阡山省，屬於桑河的左支流，河道全長32公里，河口處在雅羅斯拉夫以南。